# Ptilinopus pulchellus
La tortora beccafrutta magnifica o colomba frugivora bella (Ptilinopus pulchellus  (Temminck, 1835)) è un uccello della famiglia dei columbidi, diffuso in Nuova Guinea e in Indonesia.